# 锡桑铁路
锡桑铁路是一条起自内蒙古自治区集通铁路桑根达来站，至锡林浩特市锡林浩特北站的铁路，全线隶属呼和浩特铁路局。线路全长153.43千米，已实现复线电气化。桑锡铁路于2000年4月开工建设，2002年8月1日单线贯通运营，2009年4月复线施工开工，2011年9月30日双线自动闭塞开通，2023年12月18日完成电气化工程。
锡桑线共有车站11个和4个线路所。2013年全线扩能改造，新增双线。关闭3个会让站（两棵树站、柴达木站、巴彦诺尔站）和4个线路所（K136、K89、K58、K14线路所）。

## 沿途支线
白浩线一期，自桑锡线的白音库伦车站引出，经三间房、新八号、绍包特、达仁塔拉至门迪诺尔，正线长约52.253公里。
克旗煤制气厂铁路专用线，正线长16.002公里。